# ミシェル・イダルゴ
ミシェル・イダルゴ（Michel Hidalgo, 1933年3月22日 - 2020年3月26日）は、フランス出身の元同国代表サッカー選手、サッカー指導者。現役時代のポジションはミッドフィールダー。

## 経歴
父はスペイン人の冶金労働者で、母はパリ地域の出身。一卵性双生児の兄弟、セルジュがいる。一家はノルマンディー冶金会社の高炉近くにあり、カーンの郊外にある労働者の町モンドヴィルに移り住んだ。イダルゴはノルマンディーで育ち、地元のサッカークラブでサッカーを学んだ。
ル・アーヴルACで選手経歴を開始し、2年後にスタッド・ランス移籍した。ランスではFWのレイモン・コパやDFのロベール・ジョンケらと共に中心選手として活躍し、2度のリーグ優勝と、2度のクープ・ドゥ・フランス優勝、1956年のUEFAチャンピオンズカップ準優勝に貢献。チャンピオンズカップ決勝のレアル・マドリード戦では3-4で敗れたものの、1得点を決める活躍をみせた。
引退後は指導者の道へ進み、フランスサッカー協会の指導スタッフを務めた。1976年3月27日に、シュテファン・コヴァチの後任としてフランス代表の監督に就任した。イダルゴはフランスらしいテクニックを重視したサッカーを標榜し、ミシェル・プラティニを筆頭に若く才能ある選手達を積極的に起用した。1978年のFIFAワールドカップ・アルゼンチン大会出場に導くと、1982年のFIFAワールドカップ・スペイン大会では4位、地元開催となった1984年のUEFA欧州選手権では、プラティニを中心としたサッカーで同国を初優勝に導いた。フランス代表監督として、1976年から1984年の間に75試合の指揮を執り41勝16分18敗、139得点72失点の成績を残した。
欧州選手権を最後に監督を勇退し、フランス代表のテクニカルディレクターを務めていたが、1986年からはオリンピック・マルセイユのゼネラルマネージャー、1991年からは解説者として活躍した。2004年にコンゴ代表監督として、現場への復帰を果たした。
2020年3月26日、87歳で死去。

## 選手経歴
- 1952-1954  ル・アーヴルAC
- 1954-1957  スタッド・ランス
- 1957-1966  ASモナコ

## 指導経歴
- 19??-19??  ASモナコ リザーブチーム 監督
- 19??-19??  RCマントン 選手兼任監督
- 19??-19??  ASモナコ リザーブチーム 監督
- 19??-19??  フランス協会南西部テクニカルディレクター
- 19??-19??  フランス代表 コーチ
- 1976-1984  フランス代表 監督
- 1986-1991  オリンピック・マルセイユ ゼネラルマネージャー
- 2004 0000  コンゴ代表 監督